# The Silent Age
The Silent Age (укр. «Доба мовчання») — це пригодницька відеогра в жанрі point-and-click, створена данською студією інді-ігор House on Fire та видана канадською студією Meridian4, і вийшла для iOS, Android, Kindle Fire, Windows, macOS і Linux. Сюжет гри розповідає про прибиральника на ім'я Джо, який здійснює за допомогою кишенькової машини часу подорожі між 1972 і 2012 роками, щоб запобігти апокаліпсису. Гра складається з двух епізодів: перший було видано 6 грудня 2012 року, другий — 16 жовтня 2014 року.
Гра вийшла 6 грудня 2012 року для користувачів IOS, 24 червня 2013 року для користувачів Android і 29 травня 2015 року для користувачів ПК. З січня 2019 року гра стала доступною для користувачів Linux.

## Ігровий процес
The Silent Age створена на основі простого інтерфейсу point-and-click, в якій гравець може взаємодіяти з певними об'єктами під час наведення на них курсору та має розв'язати низку головоломок, для того щоб просунутися вперед, переважно шляхом пошуку предметів, необхідних для подолання перешкод. Ключовим елементом гри є кишенькова машина часу, яка дає змогу головному герою переміщатися між сьогоденням і майбутнім, знаходячи предмети в обох часах для розв'язання головоломок у кожній з епох. Процес гри розділений на глави, кожна з яких вимагає від гравця розв'язання головоломок, щоб перейти до наступної. Прикладом може бути спроба знайти спосіб відчинити двері та знайти за допомогою подорожі в часі предмет, який допоможе подолати перешкоду.

## Сюжет
Сюжет розгортається в великому місті Сполучених Штатів Америки навколо головного героя, на ім'я Джо, який працює на компанію «Archon» прибиральником. З минулого Джо відомо, що в 1965 році він працював фарбувальником кораблів, в 1968 році проходив службу в армії США (можливо брав участь в бойових діях у В'єтнамі). В 1969 році Джо займався рекламою ресторану «Buffet» (тримав таблицю з вказівником шляху до ресторану). В період з 1970 по 1972 роки працює прибиральником на компанію «Archon» — науково-дослідну компанію, яка займається пошуком наступного великого прориву у військових оборонних технологіях. Джо уже закінчував прибирати, коли його несподівано викликали до кабінету начальника і повідомили, що його колега і друг Френк покинув компанію, вирішивши зайнятися іншою роботою. З цієї причини начальник пояснює Джо, що його підвищили на посаді, щоб зайняти місце Френка, і він отримає доступ до прибирання закритих рівнів будівлі. Начальник, не зважаючи на те, що Джо назвав йому своє ім'я, називає його Джаспером. На вищих поверхах будівлі знаходиться, зокрема, кабінет Джо, де можна знайти табличку "найкращий робітник місяця". На цій табличці можна розгледіти прізвище Джо — Сміт. Джо пояснює, що отримав її за те, що допоміг одному з асистентів лабораторії внизу, погодившись тримати його бочки в себе в кабінеті. Церемонія нагородження була неофіційною, і Джо сказали, щоб він тримав дошку у себе в кабінеті, щоб "ніхто не заздрив".
Джо спускається до науково-дослідних лабораторій, щоб приступити до виконання своїх нових обов'язків, але незабаром помічає на підлозі сліди крові, які приводять його до літнього чоловіка на ім'я доктор Ламберт, який помирає від вогнепального поранення. Старий, він же доктор Ламберт, розповідає Джо, що він з 30-річного майбутнього і подорожував у минуле, щоб запобігти катастрофічній події. Щоправда, тепер, не маючи змоги запобігти події самостійно, старий змушений покластися на Джо у виконанні своєї місії. Джо отримує кишенькову машину часу на сонячних батареях, яка дозволить йому подорожувати між часовими періодами, і старий закликає його знайти його молоду версію, щоб запобігти катастрофі. Після цього на місце події прибуває охоронець, і Джо забирають до поліцейської дільниці для допиту. У той час як поліціянти намагаються отримати від нього відповіді, Джо натискає кнопку на пристрої для подорожей у часі й миттєво вирушає на 30 років у похмуре майбутнє, в якому світ лежить у руїнах. Він виявив, що перебуває на тому самому місці, де був, тільки тепер воно було дуже старим, а на підлозі перед ним лежали скелетні останки обох офіцерів. Виявилося, що кишенькова машина часу також не працює, залишаючи Джо застряглим у цьому часі, поки він не зможе підзарядити її від сонячного світла. Покинувши кімнату для допитів, він вирушає досліджувати стару будівлю. Покинувши поліцейську дільницю, вдається знайти достатньо сонячного світла, щоб зарядити машину часу та здійснити стрибок назад у сімдесяті. 
Згодом Джо прямує до лікарні, щоб дізнатися, де живе Ламберт, і вирушити до його молодої версії додому. Дізнавшись з медичної карти в лікарні, що Ламберт живе далеко від міста на острові, Джо викрадає швидку допомогу з лікарні та прямує. В ночі Джо прибуває до пірса, звідки за допомогою катера добирається на острів з будинком Ламберта. Врешті-решт Джо знаходить у підвалі озброєного дробовиком ще молодого доктора Ламберта і змушений швидко давати пояснення чому він прийшов до нього. Ламберт помічає емблему, вигравірувану на кишеньковій машині часу, якою володів Джо, що переконує його в правдивості слів Джо.
Доктор Ламберт вирішує дати Джо пояснення того, що, на його думку, відбувається, і розповідає, що він був колишнім співробітником корпорації «Archon». Компанія була настільки вражена теоріями Ламберта про досягнення подорожей у часі, що найняла його для розробки функціональної машини часу. Однак, оскільки робота над проектом тривала, у «Archon» почало закінчуватися фінансування, тому вони переконали Міністерство оборони підтримати дослідження фінансово, зробивши брехливі заяви про те, що згодом машина часу може бути використана для знищення комунізму на його зародках. Зрештою, почалися випробування на людях, які виявилися проблематичними, коли піддослідні заразилися агресивним вірусом з майбутнього, який вбивав їх всього за кілька днів. Замість того, щоб зупинити проект, компанія «Archon» втовкмачила своїм спонсорам, що вірус можна згодом використати за біологічну зброю і кріогенно заморозила інфікованих для вивчення. Після цього Ламберт покинув компанію, але вважає, що один з піддослідних випустив вірус в суспільство і спричинив апокаліпсис.
Щоб запобігти вимиранню людства, Ламберт створює машину часу, щоб відправити Джо на один день у минуле і саботувати роботу суперкомп'ютера компанії, який керує машиною часу. Джо повертається в «Archon» і йому вдається уникнути свого минулого "я". Оглянувши тіло майбутнього Ламберта, він швидко виявляє, що той інсценував свою смерть досить довго, щоб поговорити з майбутнім Джо, і виявляє, що хтось скористався машиною часу. Модифікувавши машину часу перед своєю смертю, Ламберт відправляє Джо в далеке майбутнє, щоб запобігти поверненню вірусу. Прибувши в майбутнє, кишенькова машина часу Джо ламається, і він змушений відремонтувати іншу машину часу і повернутися в 1972. Обстежуючи місцевість, Джо приголомшений тим, що знайшов Френка, який помирає від вірусу.
Френк швидко розповідає, що він був радянським шпигуном, на ім'я Юрій Баришев, якого послали для отримання інформації, що могла б зміцнити політичну владу Радянського Союзу. Виявивши «Archon», він вирішив заволодіти інформацією про подорожі в часі, але його впіймали, тож він скористався машиною часу компанії, щоб втекти. Френк дає Джо запобіжник для машини часу, що дає йому змогу втекти, але, повернувшись у 1972 рік, Джо виявляє, що саме він є тією людиною, яка принесла вірус в майбутнє і спричинить подію вимирання. Не маючи іншого вибору, Джо заморожує себе в одній з кріокамер компанії, щоб не запобігти розповсюдження вірусу і не заразити всіх. Зрештою він прокидається у 2012 році та дізнається від доктора Емми Браун, що компанія «Archon» збанкрутувала після 1972 року, інші мандрівники у часі втратили розум, а хвороба була рідкісною формою пташиного грипу. Дізнавшись, що його вилікували, Джо продовжує життя у XXI столітті.

## Оцінки
Гра в основному отримала позитивні відгуки. На момент вересня 2022 року на сайтах Metacritic, OpenCritic та GBHBL грає має оцінку в межах 7 балів з 10. На GOG.com гра отримала 3.8 бала з 5. В Steam гра має в основному схвальні відгуки. Pocketgamer дав грі 4,5 зірок з 5. Гра отримала переважно позитивні відгуки. Станом на грудень 2014 року Metacritic показує оцінку 84 (зі 100) для Епізоду 1 і 81 (зі 100) для Епізоду 2, обидві оцінки "загалом сприятливі відгуки". Щодо першого епізоду, який вийшов у 2012 році, критики схвально відгукуються про головоломку і графічний дизайн гри, але критикують її за короткий геймплей. Епізод 2, який вийшов 16 жовтня 2014 року, отримав переважно позитивні відгуки від критиків. Gamezebo оцінив його на 4,5 з 5 зірок, зазначивши, що хоча епізод слугує "задовільним завершенням історії Джо та таємниці подорожей у часі", водночас вказуючи на недоліки в дизайні головоломки епізоду.